# دائرةالمعارف اینترنتی علوم
دائرةالمعارف اینترنتی علوم کتابی نوشته‌شده زیر نظر امیر صالحی طالقانی است که در سال ۱۳۸۶ منتشر و در مراسم کتاب سال جمهوری اسلامی ایران به‌عنوان کتاب برگزیده معرفی شد.